# 茫荡镇
茫荡镇是中国福建省南平市延平区下辖的一个镇。

## 名称由来
茫荡镇得名于“茫茫云中海，荡荡谷生风”。

## 历史沿革
2002年8月，茫荡镇由原茂地镇、大洋乡合并而成，政府驻茂地村。2003年5月，黄墩街道安丰村划归茫荡镇。同年8月，茫荡镇改驻安丰村。

## 行政区划
茫荡镇共辖19个行政村，分别是：
安丰村、北山村、宝珠村、谢地村、小楠坪村、仲溪村、照口村、依朝村、汶浆村、筠竹村、茂地村、大洋村、聪坑村、三楼村、上际村、岩头村、百际村、盖头村和际头村。

## 旅游
茫荡镇境内的茫荡山为福建省省级风景区。